# Прыл, Станислав
Станислав Прыл (чеш. Stanislav Prýl; 23 ноября 1942, Пардубице, Протекторат Богемии и Моравии — 19 марта 2015) — чехословацкий хоккеист и тренер, бронзовый призёр Олимпийских игр в Инсбруке (1964).

## Спортивная карьера
Большой часть своей игровой карьеры провел в клубе «Тесла» (Пардубице), выступая за него в 1958-61 и 1963-74 гг. В 1973 г. становился чемпионом Чехословакии. Выступая в течение 15 сезонов в первенстве страны на позиции крайнего нападающего, провел забил 223 шайбы в 424 играх национального чемпионата. Ему был присущ североамериканский стиль игры с акцентом на удар.
На международном уровне в 92 играх и забил 49 международных голов. На 1964 Зимних Олимпийских играх в Инсбруке (1964) в составе национальной сборной ЧССР становится бронзовым призёром, также был участником пяти мировых первенств: серебряный призёр (1965 и 1966), бронзовый — 1963 и 1970 гг.